# KTDS
KT DS는 2008년, KT로부터 분사된 KT그룹의 IT서비스 전문기업으로, 통신과 미디어, 금융 등 그룹의 핵심사업 분야에 IT컨설팅과 시스템 통합/운영(SI/SM), 자산공급 등을 서비스제공 하고 있다. 2015년에 5대 핵심기술 ‘오빅스(OBICs: Open Source/Big Data/IoT/Cloud/Security)’를 발표하고 대외시장 진출을 선언했다.

## 연혁
- 1998년 1월 정보시스템본부 발족
- 2008년 8월 KT data system 설립
- 2008년 8월 KT/KTF ITO 서비스 개시
- 2009년 7월 KT ds로 사명 변경
- 2009년 12월 그룹사 ITP 서비스 개시
- 2010년 12월 웹어워드 코리어 모바일앱 대상
- 2011년 1월 사내포털 세계10대 인트라넷 선정
- 2012년 7월 KT 차세대 ERP 구축
- 2013년 2월 고용노동부 청년취업아카데미 운영기관 선정
- 2014년 6월 KT 차세대 OSS 구축
- 2014년 12월 KT cloudware 합병
- 2015년 7월 통합관제시스템 한국SW아키텍트 대회 우수상 수상
- 2016년 1월 클라우드 기반 DBMS 상품국내최초 출시
- 2016년 5월 국내최초 플랫폼 서비스‘데브팩’출시
- 2016년 10월 일가양득 수기 최우수기업선정(고용노동부)
- 2017년 4월 오픈소스 컴프라이언스 관리솔루션 ‘오빅스컴파스’ 출시
- 2017년 5월 2017년 남녀고용평등 우수기업선정(고용노동부)
- 2017년 6월 KT KOS(차세대) 구축

## 참조
kt ds, 인공지능분야 신사업 추진 (2017.05.29, 아이티데일리)
kt ds, 2017년 남녀고용평등 우수기업 포상’ 장관상 표창 (2017.05.31, 디지털데일리)
인공지능 기반 음성인식 서비스, 누가누가 잘하나 (2017.05.29, 보안뉴스)
오픈소스 1세대가 말하는 오픈소스의 매력(2017.06.08, 아이뉴스24)
kt ds, "4차산업 기술 선도한다"…AI 등 사업확대(2017.05.29, 뉴시스)
kt ds, 오픈소스넘어I 시장 공략(2017.05.29, 디지털데일리)
kt ds, '오빅스 컴파스' 출시…오픈소스 정책 관리(2017.04.05, 전자신문)
공개SW 산업발전 유공자 표창 김상기씨 등 수상(2016.11.29, 전자신문)
kt ds, 벡트라와 손잡고 ‘사이버 위험 탐지·대응 솔루션’ 출시(2016.11.22, 서울경제)
kt ds '데브팩', 개인 고객 서비스 확대(2016.09.07, 연합뉴스)
kt ds, 대만서 KT 오픈소스 도입 성공전략발표(2016.08.09, 이데일리)
kt ds `오픈소스 토탈 서비스`로 미래 융합형 IT생태계 선도(2016.06.10, 디지털타임스)
오픈소스 구축, 대한민국 No.1 `KT DS`(2016.05.19, 전자신문)
kt ds “오픈소스 SW 중심 IT 생태계 열어갈 것”(2016.05.18, 이데일리)
kt ds, 오픈마켓 대상 국내 첫 PaaS 선봬(2016.05.17, 서울경제)
kt ds, 콜센터 음성인식 솔루션 시장 진출(2016.04.07, 지디넷코리아)
kt ds, 국내 최초 ‘클라우드 기반 피파스’ 상품 출시(2016.01.13, 아주경제)